# Його собаче діло
«Його собаче діло» (англ. Once Upon a Time in Venice, дослівно «Одного разу у Венеції») — американський комедійний бойовик режисерів, продюсерів і сценаристів Марка Каллена і Роба Каллена, що має вийти 2017 року. Стрічка розповідає про приватного детектива, що намагається визволити свого собаку. У головних ролях Брюс Вілліс, Джейсон Момоа, Джон Гудмен.
Вперше фільм мають продемонстрували 9 червня 2017 року у країнах світу, а в Україні у широкому кінопрокаті показ має розпочатися 8 червня 2017.

## У ролях
| Актор                 | Персонаж      | Роль                                                |
| --------------------- | ------------- | --------------------------------------------------- |
| Брюс Вілліс           | Стів Форд     | приватний детектив                                  |
| Джейсон Момоа         | Павук         | наркоторговець                                      |
| Джон Гудмен           | Дейв Філліпс  | найкращий друг Стіва                                |
| Томас Мідлдітч        | Джон          | помічник Стіва                                      |
| Фамке Янссен          | Кейті Форд    | невістка Стіва                                      |
| Адам Голдберг         | Лу            | забудовник нерухомості                              |
| Стефані Сігман        | Луп           | дівчина Павука                                      |
| Вуд Гарріс            | Принц         |                                                     |
| Віктор Ортіс          | Чуї           |                                                     |
| Крістофер Мак-Дональд | містер Картер |                                                     |
| Адріан Мартінес       | Тіно          | власник місцевої піцерії, який хоче допомогти Стіву |
| Кел Пенн              | Раджіш        | продавець продуктового магазину                     |

## Створення фільму

### Знімальна група
- Кінорежисери — Марк Каллен і Роб Каллен
- Сценарист — Марк Каллен і Роб Каллен
- Кінопродюсери — Марк Каллен, Робб Каллен, Ніколя Шартьє, Лора Форд, Зев Форман
- Виконавчі продюсери — Джонатан Дектер, Стівен Дж. Ідз, Патрік Ньюволл
- Композитор — Джефф Кардоні
- Кінооператор — Амір Мокрі
- Кіномонтаж — Метт Діцел і Зак Стенберґ
- Підбір акторів — Мері Верньє, Мішель Вейд Берд
- Художник-постановник — Грег Дж Гранде
- Артдиректор — Браян Лангер
- Художник по костюмах — Ребекка Грегг[3].

### Виноски
1. 1 2  Once Upon a Time in Venice: Release Info (англійською) . Internet Movie Database. Архів оригіналу за 24 червня 2017. Процитовано 7 травня 2017.
2. 1 2  Його собаче діло. Kino-teatr.ua. Архів оригіналу за 30 квітня 2017. Процитовано 26 травня 2016.
3. ↑  Once Upon a Time in Venice: Full Cast & Crew (англійською) . Internet Movie Database. Архів оригіналу за 24 червня 2017. Процитовано 26 травня 2017.